# Klaus-Peter Nabein
Klaus-Peter Nabein (* 10. Mai 1960 in Goldbach, Unterfranken; † 12. Oktober 2009 in Veitsbronn, Mittelfranken) war ein deutscher Mittel- und Langstreckenläufer, der für die Bundesrepublik startend in den 1980er Jahren zwei Medaillen bei Halleneuropameisterschaften gewann.
Nabein startete bis 1978 für die DJK Aschaffenburg, war 1979 beim TSV Göggingen Augsburg 1875 und ab 1980 bei LAC Quelle Fürth. 1977 nahm er im Hindernislauf an den Junioreneuropameisterschaften teil, stürzte aber im Finale und wechselte auf die Flachstrecken. 1979 siegte er bei den Junioreneuropameisterschaften im 800-Meter-Lauf. Nachdem Nabein 1979 bereits hinter Hans-Peter Ferner Zweiter bei den Deutschen Hallenmeisterschaften über 800 Meter geworden war, trat er 1980 erstmals bei internationalen Meisterschaften in der Erwachsenenklasse an. Bei den Halleneuropameisterschaften in Sindelfingen belegte er über 800 Meter den vierten Platz mit einer Sekunde Rückstand auf Herbert Wursthorn, der Bronze gewann. 1982 siegte Nabein bei den Deutschen Hallenmeisterschaften über 800 Meter. Bei den Halleneuropameisterschaften in Mailand gewann er die Silbermedaille hinter dem Spanier Antonio Páez.
In den nächsten Jahren trat Nabein meist im 1500-Meter-Lauf an. Bei den Europameisterschaften 1986 in Stuttgart schied er im Vorlauf aus. 1987 belegte er bei den Deutschen Hallenmeisterschaften den zweiten Platz hinter Uwe Mönkemeyer, bei den Halleneuropameisterschaften in Liévin gewann er Bronze hinter Han Kulker und Jens-Peter Herold. 1988 siegte Nabein bei den Deutschen Hallenmeisterschaften über 3000 Meter, im Jahr darauf belegte er über 1500 Meter den zweiten Platz hinter Eckhardt Rüter. Nachdem Nabein bei den Halleneuropameisterschaften 1989 im Vorlauf über 1500 Meter ausgeschieden war, trat er bei den Hallenweltmeisterschaften 1989 in Budapest über 3000 Meter an, schied aber ebenfalls im Vorlauf aus. Nach seinem Sieg über 3000 Meter 1990 hatte Nabein drei deutsche Hallenmeistertitel gewonnen, im Freien waren drei dritte Plätze über 1500 Meter seine besten Platzierungen gewesen.
Mit dreißig Jahren orientierte sich Nabein um und startete im Crosslauf und im Straßenlauf. 1991 gewann er bei den Deutschen Meisterschaften im Crosslauf auf der Mittelstrecke. 1993 gewann er den Altötting-Halbmarathon und kam bei den Halbmarathon-Weltmeisterschaften in Brüssel auf den 49. Platz. 1994 wurde er Deutscher Meister im Halbmarathon und belegte bei den Halbmarathon-Weltmeisterschaften in Oslo den 62. Rang. Im selben Jahr wurde er als Gesamtsechster des Frankfurt-Marathon Deutscher Vizemeister im Marathon. 1995 wurde er Zehnter beim Hamburg-Marathon und Dritter beim Frankfurt-Marathon, 1996 Dritter beim Hannover-Marathon.
Klaus-Peter Nabein war 1,86 m groß und wog 74 kg. Der Polizeibeamte, der 1982 und 1986 bei den Polizeieuropameisterschaften über 1500 Meter gewonnen hatte, saß in seinem Wohnort Veitsbronn im Gemeinderat. Im Alter von 49 Jahren starb er an einer Krebserkrankung.

## Bestleistungen
- 800 m: 1:46,03 min, 14. Juli 1982, Lausanne
- 1000 m: 2:20,12 min, 31. August 1982, Ingelheim am Rhein
- 1500 m: 3:35,98 min, 27. Juni 1986, Hengelo
- 1 Meile: 3:54,11 min, 2. September 1986, Lausanne
- 2000 m: 5:03,95 min, 27. Juni 1989, Lausanne
- 3000 m: 7:53,51 min, 23. Juni 1989, Birmingham
- 5000 m: 13:42,80 min, 14. Juni 1989, Koblenz
- Halbmarathon: 1:03:38 h, 3. Oktober 1995, Brüssel
- Marathon: 2:14:36 h, 14. April 1996, Hannover